# Donald Laycock
Donald Laycock (ur. 1936, zm. 1988) – australijski językoznawca i antropolog, badacz języków papuaskich. Do jego zainteresowań badawczych należały m.in.: socjolingwistyka; opis i klasyfikacja języków obszaru Nowej Gwinei i Australii oraz języków pidżynowych, leksykografia, kontakty językowe, zmiany językowe; semantyka, praktyka językowa.
Ukończył studia na Uniwersytecie w Newcastle, Australia. W 1959 r. podjął studia doktoranckie na Australijskim Uniwersytecie Narodowym. Doktoryzował się w 1962 r. na podstawie rozprawy poświęconej grupie językowej z dystryktu Sepik w Papui-Nowej Gwinei.
Był członkiem Stowarzyszenia Mensa.

## Publikacje (wybór)
- The Ndu language family (Sepik District, New Guinea) (1965)
- Sepik languages – checklist and preliminary classification (1973)
- The Sepik–Ramu phylum (współautorstwo, 1975)
- Dictionary of Buin, a language of Bougainville (2003, pośmiertnie)